# Crucificação de Mond (Rafael)
A Crucificação de Mond ou Retábulo Gavari é um painel de óleo sobre álamo datado de 1502-1503, tornando-se uma das primeiras obras do artista renascentista italiano Rafael, talvez a segunda depois do retábulo Baronci de c.1499-1500.